# Sobralia stenophylla
Sobralia stenophylla är en orkidéart som beskrevs av John Lindley. Sobralia stenophylla ingår i släktet Sobralia och familjen orkidéer. Inga underarter finns listade i Catalogue of Life.